# Synagoge (Butzbach)

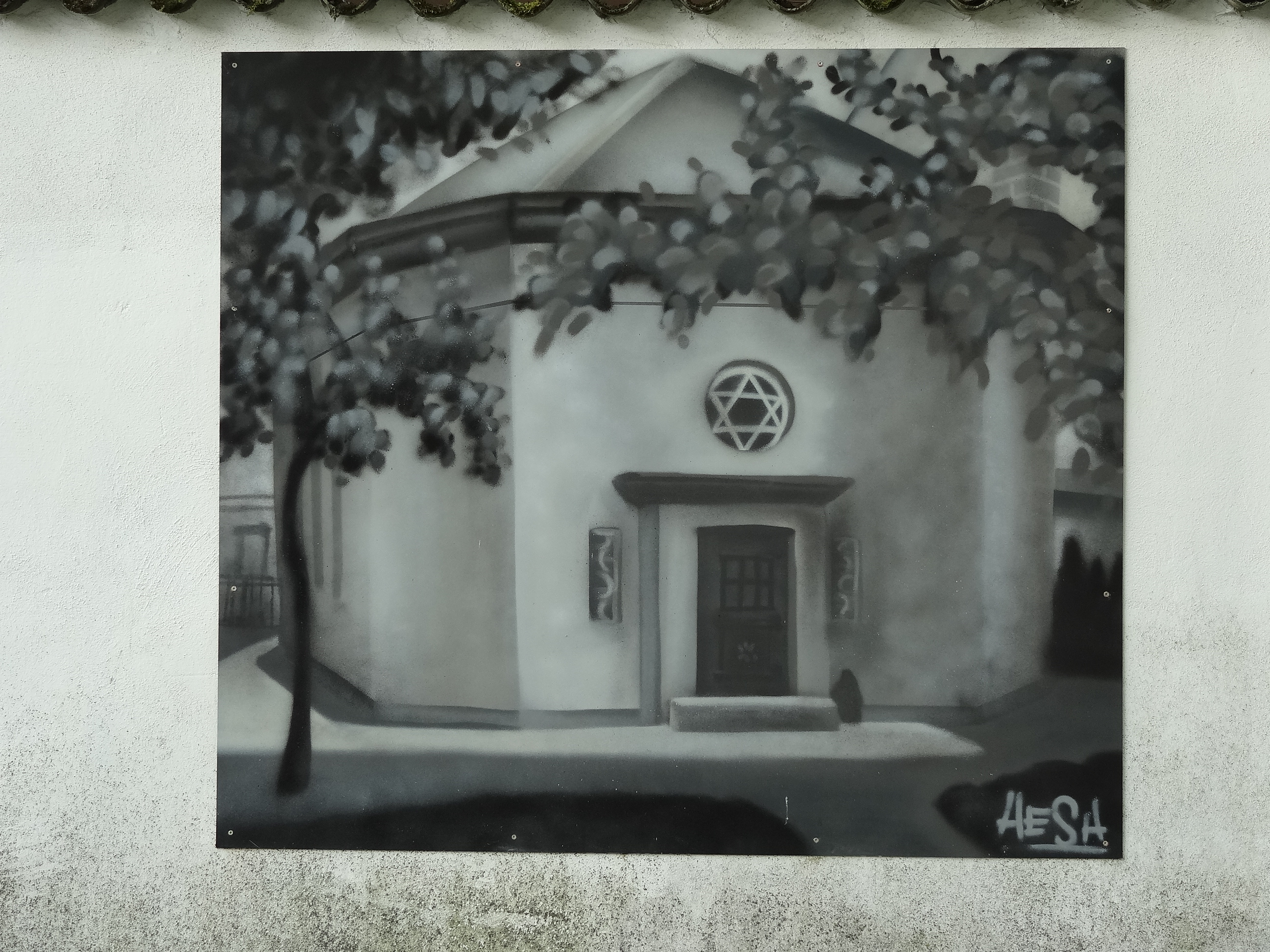
Synagoge in Butzbach

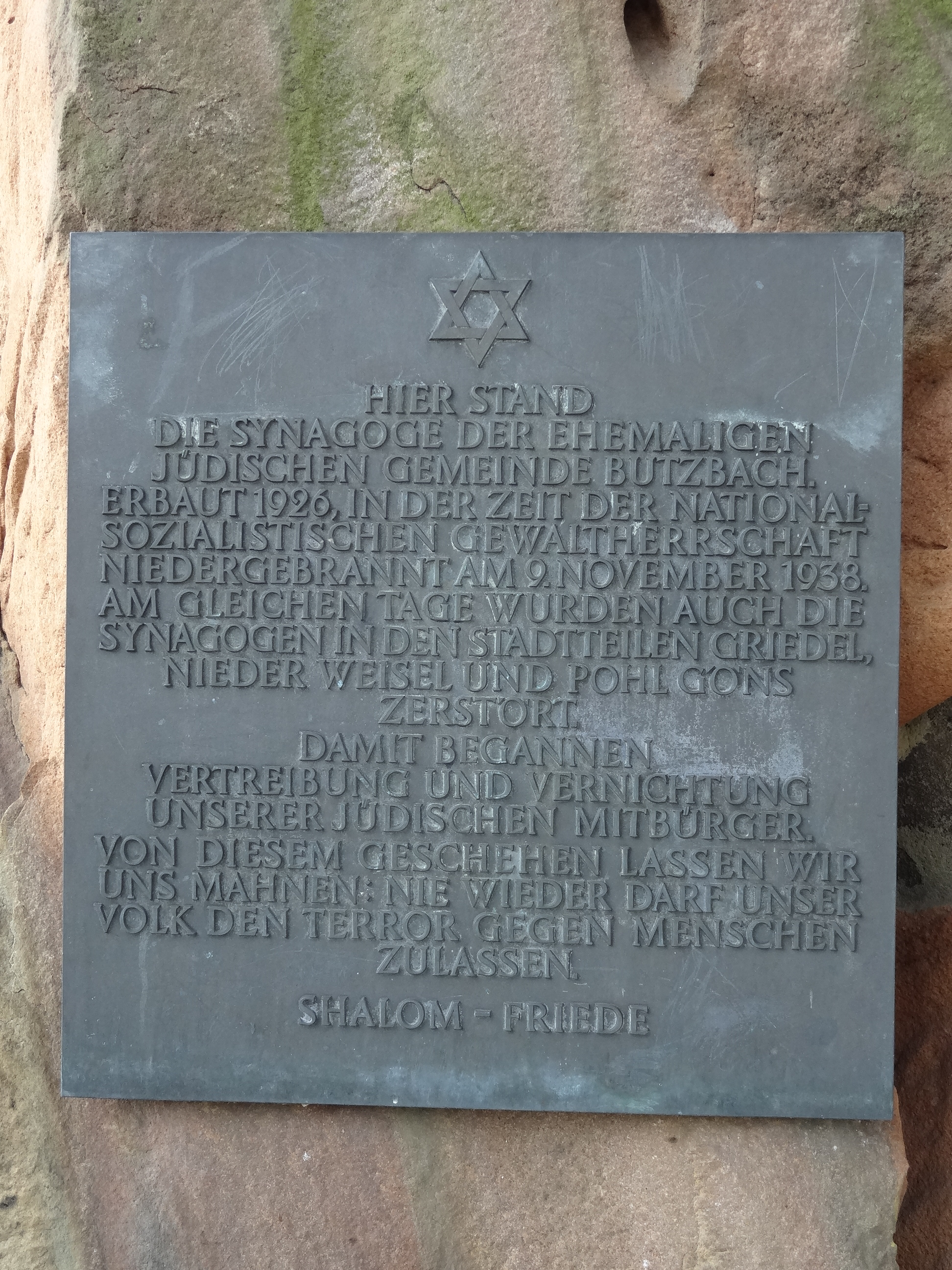
Gedenktafel

Die Synagoge in Butzbach, einer Stadt im Wetteraukreis in Hessen, wurde 1926 errichtet und 1938 niedergebrannt. Die Synagoge stand zwischen Wetzlarerstraße und Ludwigsstraße.

## Geschichte
Bereits 1881 wurde ein Synagogenbau genehmigt, der jedoch nicht ausgeführt wurde. 1920 wollte die Jüdische Gemeinde Butzbach einen neuen Versuch zum Synagogenbau machen und versuchte über Spendenaufrufe einen Teil des notwendigen Geldes zu erlangen. Durch die Inflation verzögerte sich der Baubeginn. Die Grundsteinlegung erfolgte am 14. April 1926 und die feierliche Einweihung fand am 20. August 1926 durch den Provinzialrabbiner Leo Jehuda Hirschfeld aus Gießen statt.
Die Synagoge war ein polygonaler Zentralbau mit 120 Sitzplätzen, der nach Plänen des Architekten Lippert aus Butzbach errichtet wurde. Lippert erbaute im selben Jahr auch die Synagoge in Pohl-Göns.

### Zeit des Nationalsozialismus
Beim Novemberpogrom 1938 wurde die Synagoge niedergebrannt. Die Feuerwehr schützte nur die Nachbarhäuser und eine in der Nähe befindliche Lackfabrik.

## Gedenken
Ein Gedenkstein wurde am 9. November 1981 am Synagogenstandort aufgestellt. Er trägt folgende Inschrift: „Hier stand die Synagoge der ehemaligen Jüdischen Gemeinde Butzbach. Erbaut 1926, in der Zeit der nationalsozialistischen Gewaltherrschaft niedergebrannt am 9. November 1938. Am gleichen Tag wurden auch die Synagogen in den Stadtteilen Griedel, Nieder-Weisel und Pohl-Göns zerstört. Damit begannen Vertreibung und Vernichtung unserer jüdischen Mitbürger. Von diesem Geschehen lassen wir uns mahnen: Nie wieder darf unser Volk den Terror gegen Menschen zulassen. Shalom – Friede.“